# Герб Лобни
Герб Ло́бни — опознавательно-правовой знак, служащий официальным символом муниципального образования «Город Лобня» Московской области Российской Федерации.
Действующий герб утверждён 9 октября 2003 года Решением Совета депутатов города Лобня №41/481 и внесён в Государственный геральдический регистр Российской Федерации с присвоением регистрационного номера 1413.

## История создания герба

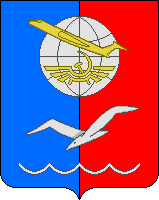
Первоначальный герб Лобни образца 1980

Первоначальный герб города Лобня был разработан Иваном Антоновичем Нагорным. Утверждён исполнительным комитетом городского Совета народных депутатов 4 февраля 1980 года.
Герб представлял собой щит, рассечённый на лазурь и червлень (цвета государственного флага РСФСР). Вверху, поверх деления, был помещён земной шар, на его фоне — изображение самолёта ТУ-154 и эмблема Аэрофлота (символы находящегося неподалёку от Лобни международного аэропорта Шереметьево, работники которого составляют бо́льшую часть населения города); внизу — изображения волн и летящей над ними чайки (символы находящегося в черте города озера Киево и гнездящихся на нём черноголовых чаек).
6 декабря 1994 года Решением № 10 Собрания представителей города утверждено новое описание герба (автор — И. А. Нагорный):
«Щит рассечен узким золотым столбом. Правое поле лазоревое, левое — червленое. Поверх всего серебряный с золотым окаймлением шар, покрытый выгнутыми влево и вправо и вогнутыми золотыми нитями, переплетающимися с узким золотым поясом (стилизованный земной шар), обремененный летящими золотым самолетом, в правую перевязь и золотой же эмблемой Аэрофлота. Сопровождается внизу летящей серебряной с золотой окантовкой птицей. В подножии щита укороченный узкий волнистый золотой пояс. В вершине щита наименование города золотом».

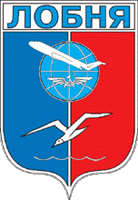
Герб Лобни образца 2001 года

Решением Совета депутатов города Лобни от 12 июля 2001 года № 85/11 был утверждён герб со следующим описанием:
«Статья 3. Герб муниципального образования «Город Лобня» представляет собой следующее изображение:
На геральдическом щите в верхней части расположена синего цвета (светлый ультрамарин) надпись «Лобня».
Щит разделён вертикально на две части.
Правая часть (при виде от зрителя) красного цвета — как традиционно сложившийся цвет героизма российского народа. Левая часть герба — цвета светлого ультрамарина, что символизирует бескрайние просторы воздушного и водного пространства России.
В центре герба расположен земной шар, а на его голубом фоне изображён белый самолёт и эмблема аэрофлота. Это связано с тем, что исторически, экономически и географически город связан с Шереметьевским авиаузлом. В нижней части герба — парящая над волнами чайка как символ уникального озера Киово».
В последней версии герба из поля щита был убраны прежние фигуры (самолёт, земной шар, крылья с символикой СССР и др.), кроме чайки и пояса. Данная версия была утверждена 9 октября 2003 года Решением Совета депутатов города Лобня № 41/481. Авторская группа: идея герба: Иван Нагорный (г. Лобня); геральдическая доработка: Владимир Коробков (г. Лобня), Константин Мочёнов (г. Химки); обоснование символики: Галина Туник (г. Москва); компьютерный дизайн: Сергей Исаев (г. Москва), Юрий Коржик (г. Воронеж).
Допускается изображение герба города Лобня с расположенной слева вверху вольной частью — четырёхугольником красного цвета с фигурами герба Московской области (Георгия Победоносца).
В настоящий момент используются первоначальная и последующие версии герба.

## Описание герба
В рассечённом лазурью (синим, голубым) и червленью (красным) поле летящая чайка с распростёртыми крыльями над отвлечённой, чешуйчато-изогнутой нитью в пояс. Все фигуры серебряные.

## Описание символики
Композиция герба города Лобни отражает исторические и социально-экономические местные особенности. Город вырос из посёлка,
возникшего в 1902 году при железнодорожной станции. Рассечение щита на лазурь и червлень аллегорически показывает железную дорогу,
делящую город на две части. Вместе с тем рассечение щита и червлёная его часть говорят о героическом прошлом города Лобни: в Великую Отечественную войну, в ноябре — декабре 1941 года, по территории современного города проходил рубеж обороны Москвы.
Парящая чайка и чешуйчато-изогнутая нить аллегорически символизируют уникальный памятник природы города — озеро Киово.
Червлень символизирует труд, жизнеутверждающую силу, мужество, праздник, красоту.
Лазоревая часть щита аллегорически показывает мирную жизнь и бескрайние просторы воздушного океана. Лазурь соответствует небу, воздуху и символизирует красоту, истину, честь и добродетели.
Серебро — символ совершенства, благородства, чистоты, веры, мира.
Золото — символ высшей ценности, величия, прочности, силы, великодушия.
Административно-территориальная принадлежность города Лобни к Московской области в соответствии с Законом Московской области «О гербе и флаге Московской области» от 9 марта 1999 г. N 9/99-ОЗ (в ред. Законов МО от 04.08.99 N 58/99-ОЗ, от 12.01.2001 N 6/2001-ОЗ) показана включением в герб муниципального образования «Город Лобня» вольной части — четырёхугольника, примыкающего к левому верхнему краю щита, червлёного (красного) цвета с воспроизведёнными в нём фигурами герба Московской области.

### Описание символики герба на основе всех версий
Волны (изогнутая нить) символизируют озеро Киово, на котором возникло село Киово, и выросший на его основе рабочий посёлок, а затем город Лобня. Также обозначают наличие нескольких озёр в данной местности.
Чайка (и самолёт в предыдущих версиях герба Лобни) указывает на принадлежность к воздушной стихии, авиационной отрасли, так как рядом находится крупнейший аэропорт в Московской области «Шереметьево», который является градообразующим предприятием города. Также эти фигуры символизируют транспортную связь со всем миром (земной шар в предыдущих версиях герба).
Полоса, разделяющая герб на две половины, символизирует древнюю дорогу Москва-Рогачёво (Рогачёвское шоссе), являющуюся транспортной артерией города, и делящую его на две части. Данный элемент можно соотнести и с железной дорогой, также являющейся транспортной артерией.
Лазурь указывает на водную стихию (вокруг города несколько озёр), в том числе на озеро Киово. Червлень, с одной стороны, символизирует труд, энергию жителей села Киово, предприятий, вокруг которых возник посёлок. С другой стороны, данный цвет и символика указывают на принадлежность к СССР, в эпоху которого сформировался город.